# José Joaquín Prieto Vial
José Joaquín Prieto Vial (Concepción 20 augustus 1786 - Santiago 22 november 1854) was een Chileens militair en politicus. Hij was van 18 september 1831 tot 18 september 1841 president van Chili.

## Biografie
Hij was de zoon van José Prieto Sotomayor en María del Carmen Vial y Santelices. Hij was de neef van Manuel Bulnes Prieto (1799-1866), zijn opvolger als president van de republiek. In 1805 nam hij dienst in het koloniale leger. In 1810 sloot hij zich aan bij het Chileense leger dat op dat moment tegen Spanje vocht voor haar onafhankelijkheid. Tijdens de Chileense Onafhankelijkheidsoorlog bereikte hij de rang van kapitein. In het conflict tussen de generaals Bernardo O'Higgins en José Miguel Carrera koos Prieto de zijde van de eerste. O'Higgins benoemde hem tot kwartiermeester-generaal van het zuidelijke leger.
Bij de slag bij Rancagua (1814) - waaraan hij overigens zelf geen deel nam - leed het Chileense leger een enorme nederlaag tegen de Spanjaarden en weken de restanten van het rebellenleger uit naar Argentinië. Aldaar nam Prieto deel aan de opbouw van het bevrijdingsleger van de Andes. Het tij keerde voor de onafhankelijkheidsstrijders toen zij in 1817 in de slag bij Chacabuco een overwinning behaalden op de Spanjaarden. Prieto nam zelf geen deel aan de gevechten. Hij werd niettemin benoemd tot commandant-generaal van de Chileense hoofdstad Santiago. Nadien ondersteunde hij de Peruaanse opstandelingen die eveneens voor onafhankelijkheid van Spanje streden.
Prieto werd in 1823 in de Kamer van Afgevaardigden gekozen voor de conservatieven en werd daarnaast benoemd tot lid van de Staatsraad. In 1827 werd hij bevorderd tot generaal en een jaar later werd hij benoemd tot vicepresident.

### Burgeroorlog
In 1829 was Prieto kandidaat voor het presidentschap van het land. Bij de presidentsverkiezingen van 1829 werd Francisco Antonio Pinto van de federalistische pipiolos echter door het kiescollege herkozen. De persoon die als tweede eindigde zou volgens de kieswet moeten worden aangewezen als vicepresident, maar deze trok zich terug. Prieto, die derde was geworden, kwam nu in aanmerking voor het vicepresidentschap, maar het door de liberale federalisten gedomineerde Congres weigerde Prieto als vicepresident te bekrachtigen, en wees de liberaal Joaquín Vicuña aan als vicepresident. President Pinto trad daarop af en er ontstond een patstelling. Het presidentschap werd voorlopig waargenomen door de voorzitter van het lagerhuis, Francisco Ramón Vicuña Larraín, een liberaal. De conservatieven onder Prieto grepen daarop naar de wapens en de eerste Chileense Burgeroorlog was een feit. In december 1829 marcheerden de conservatieve legers onder generaal Prieto Santiago binnen en sloten een vredesverdrag met de liberalen onder leiding van generaal Francisco de la Lastra. De conservatieve legers veroverden daarop Valparaíso en namen de liberale president Vicuña en diens ministers - die de wijk hadden genomen naar de havenstad - gevangen. Hierop werd een militaire junta gevormd die tot februari 1830 aan de macht bleef. De junta werd geleid door generaals die door beide partijen in het conflict acceptabel geacht werden. De werkelijke macht kwam echter te liggen in de handen van de liberale generaal Ramón Freire die een partijconventie van de liberale partij belegde om kandidaten voor de verkiezingen aan te wijzen. De conservatieven belegden omstreeks diezelfde periode eveneens een conventie en benoemden Francisco Ruiz-Tagle tot waarnemend president.

### Presidentschap

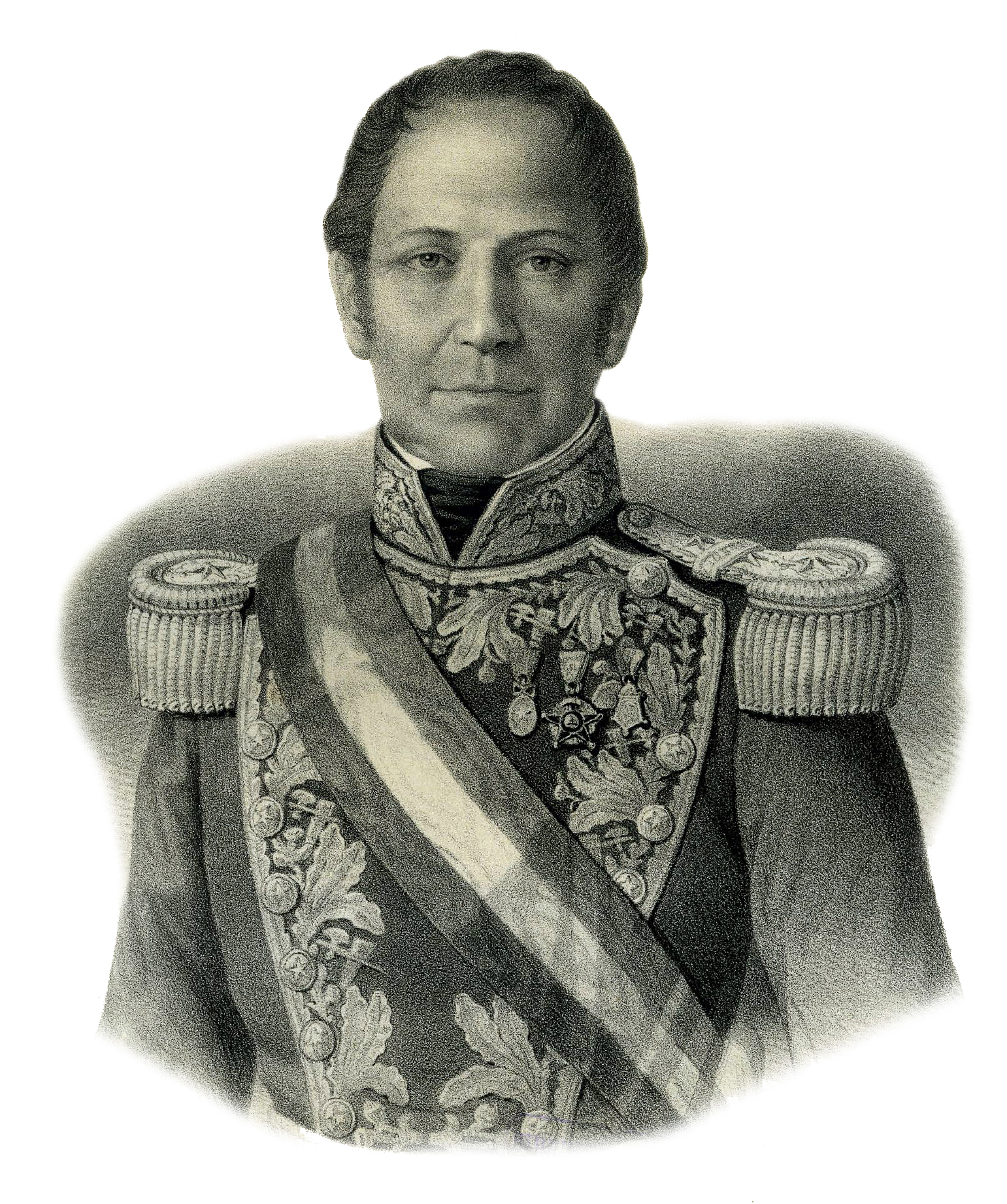
Generaal José Joaquín Prieto Vial (1786-1854)

President Ruiz-Tagle ontsloeg belangrijke liberale generaals waarna de vijandelijkheden weer losbarsten. Ruis was genoodzaakt om in april 1830 af te treden ten gunste van de gematigde José Tomás Ovalle. Een deel van de liberalen legden nu de wapens neer, het restant van hun legers werd later die maand bij Talca verslagen. Generaal Freire, de bevelhebber van de liberale legers werd naar Peru verbannen. Na het overlijden van president Ovalle werd Fernando Errázuriz aangesteld als waarnemend president. Bij de presidentsverkiezingen werd generaal Prieto unaniem gekozen tot de nieuwe president van het land. Op 18 september 1831 werd hij geïnaugureerd.
De voornaamste minister in de regering van Prieto was de capabele jurist Diego Portales. Portales zorgde voor de nodige stabiliteit en had de hand in de grondwet van 1833. De nieuwe grondwet voorzag in ruime bevoegdheden voor de president en een centralistisch bestuur. Eigenlijk kwamen de bevoegdheden die vroeger toekwamen aan de Spaanse onderkoningen nu toe aan de president. De Raad van State werd gereorganiseerd en de zogenaamde "Conservatieve Commissie" werd in het leven geroepen: in de periodes dat het parlement niet bijeenkwam, nam de "Conservatieve Commissie" haar taken waar. De belangrijkste senatoren en afgevaardigden hadden zitting in deze commissie. De grondwet bleef tot 1925 van kracht.
In 1837 werd het Instituto Nacional, een hogere onderwijsinstelling voor de opleiding van aankomende juristen en ambtenaren in het leven geroepen.
Tijdens de oorlog met Peru (1836-1839) leed Chili aanvankelijk gevoelige nederlagen. Pas toen generaal Manuel Bulnes, de neef van Prieto, het opperbevel op zich nam keerde het tij. De invloedrijke generaal werd in 1841 gekozen tot opvolger van Prieto als president.
| Presidentschap van José Joaquín Prieto Vial | Presidentschap van José Joaquín Prieto Vial |
| Ministerie                                  | Naam/Periode |
| ------------------------------------------- | --- |
| Binnen- en Buitenlandse Zaken               | Ramón Errázuriz Aldunate (1831-1832) Joaquín Tocornal Jiménez (1832-1835) Diego Portales (1835-1837) Joaquín Tocornal Jiménez (1837-1838) Ramón Luis Irarrázaval (1838-1840) Joaquín Tocornal Jiménez (1840-1841) Manuel Montt (alleen BiZa) (1840-1841) José Miguel Irarrázaval (1841) Ramón Luis Irarrázaval (1841) |
| Oorlog en Marine                            | Diego Portales (1831-1832) Ramón de la Cavareda Trucios (1832-1835) Diego Portales (1835-1837) Ramón de la Cavareda Trucios (1837-1840) Manuel Montt (1840-1841) |
| Financiën                                   | Manuel Rengifo (1831-1835) Joaquín Tocornal (1835-1841) Rafael Correa de Saa (1841) |
| Justitie, Eredienst en Openbaar Onderwijs   | Diego Portales (1837) Mariano Egaña (1837-1841) Manuel Montt (1841) |

### Later jaren
Prieto bleef tot 1852 lid van de Senaat en was tot 1846 militair commandant van Valparaíso. In dat laatste jaar verhuisde hij naar Santiago waar hij op 22 november 1854 overleed.

## Privé
José Joaquín Prieto trouwde op 25 juli 1812 te Buenos Aires, Argentinië met Manuela Warnes y García. Zij was de zuster van luitenant-kolonel Ignacio Warnes y García (1770-1816), een Argentijnse vrijheidsstrijder.
Het echtpaar kreeg twee kinderen: Victoria (c. 1812-1878) en Joaquín (1813-†onbekend). Joaquín Prieto was de oprichter van de Banco de Chile (Bank van Chili).
De zus van Prieto, María Carmen Prieto Vial (1777-1854), was de moeder van zijn opvolger als president, Manuel Bulnes Prieto (1799-1866).